# Nebulasaurus
Nebulasaurus là một chi khủng long, được Xing Miyashita P. Currie You & Dong mô tả khoa học năm 2013.